# Amin Khatibi
Amin Khatibi (tiếng Ba Tư: امين خطيبي, born ngày 15 tháng 6 năm 1997 ở Tabriz, Iran) là một cầu thủ bóng đá người Iran hiện tại thi đấu cho Gostaresh Foolad ở Iran Pro League.